# Jüdische Gemeinde Wesel
Die jüdische Gemeinde umfasste über Jahrhunderte die jüdischen Bewohner der niederrheinischen Stadt Wesel. Unter den Nationalsozialisten wurden die Juden Wesels vertrieben oder ermordet, so dass 1942/1943 keine Juden mehr in der Stadt lebten. Die 1841 erbaute letzte Synagoge wurde während der Novemberpogrome 1938 zerstört.

## Frühe Geschichte der jüdischen Gemeinde
Wesel gehörte zum Herzogtum Kleve und erhielt 1241 die Stadtrechte. Der früheste Beleg für die Anwesenheit von Juden stammt aus dem Jahr 1266. Über die Entwicklung der Religionsgemeinschaft im Mittelalter ist wenig bekannt, doch während der Pestpogrome 1348/1349 soll es auch in Wesel zu Gewalt gegen jüdische Einwohner gekommen sein und zu ihrer Vertreibung geführt haben. Das Herzogtum Kleve verweigerte Juden über einen längeren Zeitraum die Einreise und erst im späten 16. Jahrhundert änderte sich dies. Bald darauf kam es wieder zu einer kurzzeitigen Vertreibung, ab 1625 konnten sich jüdische Familien dann erneut in Wesel niederlassen. Als die Niederländer die Stadt 1629 im Kontext des Dreißigjährigen Krieges von den Spaniern zurückeroberten, waren die jüdischen Bewohner in einem großen Maß von Plünderungen betroffen. Ins 17. Jahrhundert lässt sich die Gründung einer festen jüdischen Gemeinde datieren. Am Ende des 17. Jahrhunderts gab es zwei Synagogen, eine am westlichen Ende der Stadt nahe dem Fischertor und eine an der Rheinstraße in direkter Nähe zum Willibrordi-Dom. Letztere wurde 1694 errichtet und von der Familie Gomperz gestiftet.
Unter preußischer Herrschaft verschlechterte sich die wirtschaftliche Situation vieler Weseler Juden, da sie vermehrte Abgaben zu zahlen hatten. Während der französischen Herrschaft (1806 bis 1814) und in der Zeit danach verbesserte sich die Situation jedoch wieder. Im 19. und frühen 20. Jahrhundert umfasste die Gemeinde auch jüdische Bürger umliegender Orte, darunter Brünen, Hamminkeln, Schermbeck und Ringenberg, später zudem Lackhausen.

## Die letzte Synagoge und das Ende der Gemeinde
Um 1840 entstand die im zeitlichen Verlauf dritte Synagoge. Ihr Standort war ein aufgekauftes Privathaus erneut an der Rheinstraße. Mitte des 19. Jahrhunderts kam in direkter Nähe eine jüdische Elementarschule hinzu. Die Schule lag am Vorplatz des Doms und hatte über ihren Hof den Zugang zur Synagoge.
Die Mitgliederzahl der Gemeinde variierte im niedrigen dreistelligen Bereich, von 176 im Jahr 1816 bis auf 240 Menschen im Jahr 1885. 1931 lebten in Wesel 214 Juden, was 0,9 Prozent der Gesamtbevölkerung waren. Durch die Verfolgung nach der Machtübernahme der Nationalsozialisten waren es 1939 nur noch 46 Juden und 1943 galt die Gemeinde offiziell als ausgelöscht. Die Ausgrenzung der bislang weitreichend ins Stadtleben integrierten Juden begann mit dem inszenierten Boykott jüdischer Geschäfte am 1. April 1933, was damals noch wenig erfolgreich war. Erich Leyens erlangte durch seinen Widerstand gegen den Boykott Bekanntheit. Bis 1936 wurden jedoch fast 20 von Juden geführte Betriebe oder Geschäfte aufgegeben. In der sogenannten Reichspogromnacht vom 9. auf den 10. November 1938 wurde die Synagoge an der Rheinstraße niedergebrannt und die seit drei Jahren stillgelegte jüdische Schule zerstört. Auch Geschäfte und Wohnungen waren von Zerstörungen betroffen. Bei der Niederbrennung der Synagoge leistete die örtliche Feuerwehr Hilfe, indem sie für den Fall in Bereitschaft war, dass das Feuer auf umliegende Gebäude übergriff. Die beiden jüdischen Friedhöfe der Stadt waren nicht von den Pogromen betroffen. Am 10. November wurden mehrere jüdische Bürger verhaftet und nach Dachau deportiert. Die letzten verbliebenen Juden wurden 1942 deportiert, sodass keine Juden mehr in Wesel lebten. Mindestens 87 Weseler Juden sind nachweislich durch die Schoah ums Leben gekommen.

## Friedhöfe und Gedanken vor Ort

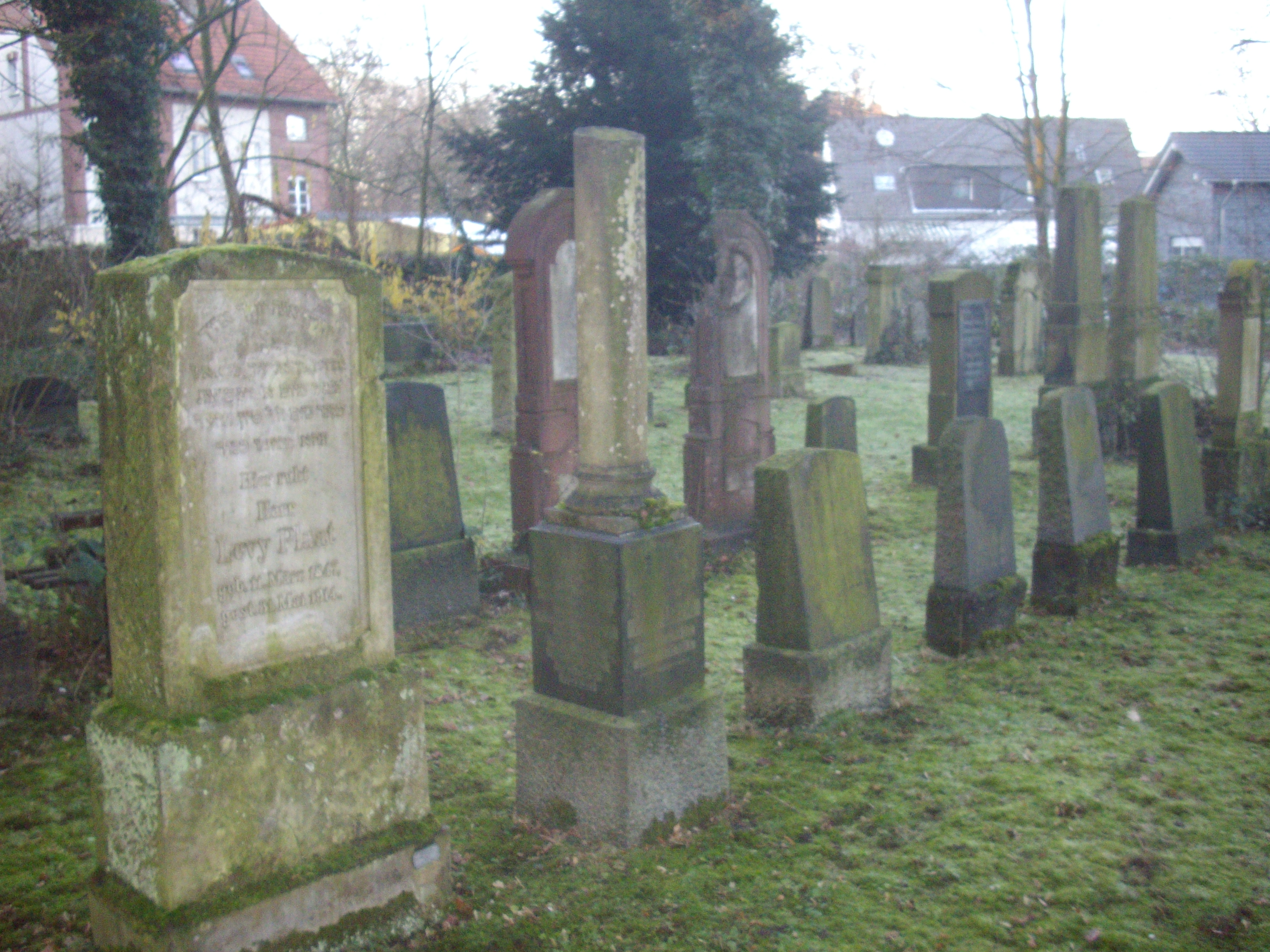
Friedhof am Ostglacis (2016)

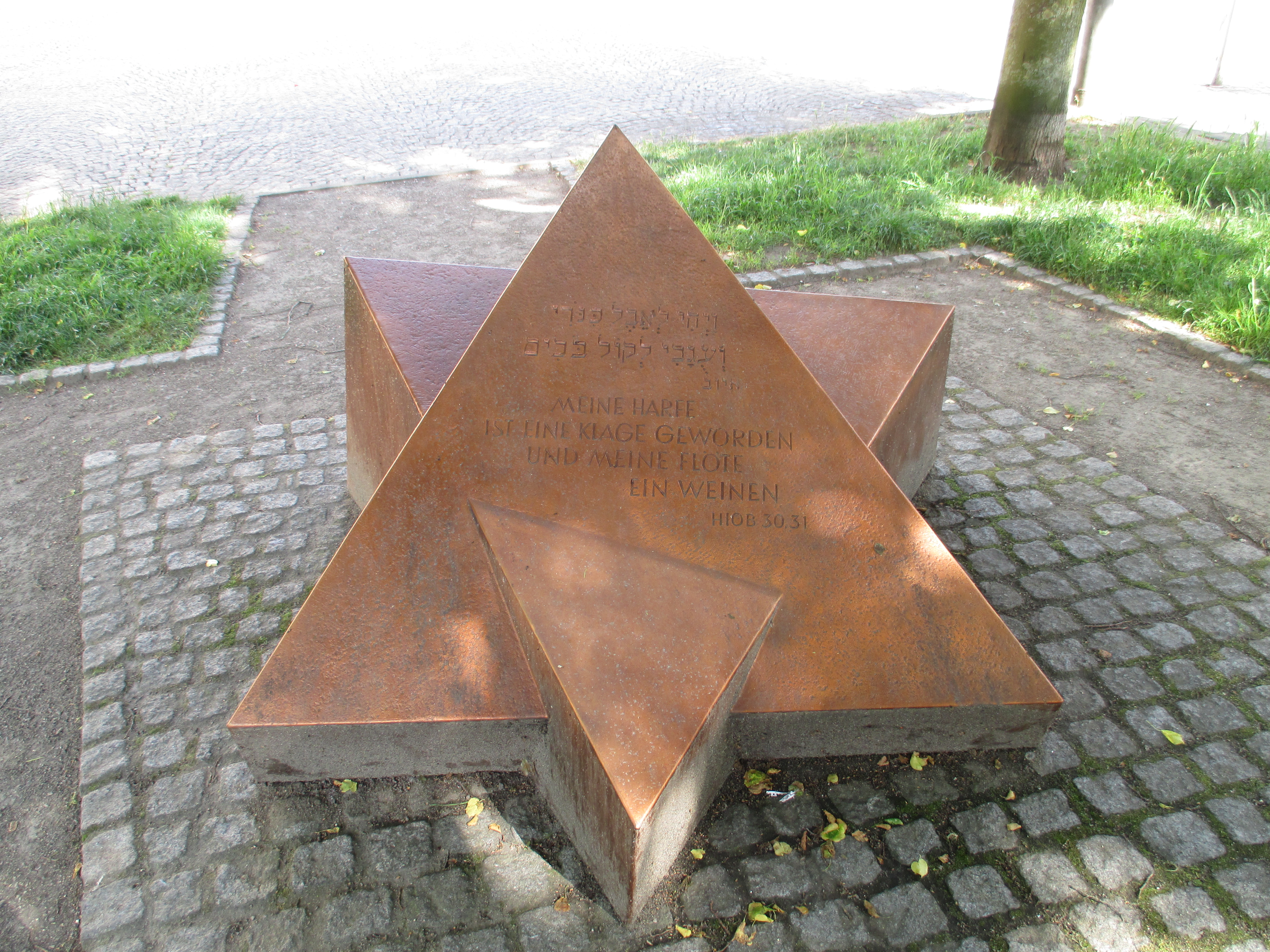
Mahnmal am Willibrordiplatz (2017)

Der jüdische Friedhof an der Esplanade und der jüdische Friedhof am Ostglacis sind erhalten geblieben. In der unmittelbaren Umgebung der letzten Synagoge gibt es seit 1988 ein Mahnmal und am Rathaus von Wesel befindet sich seit 2009 eine Gedenktafel mit den Namen aller verfolgten und ermordeten jüdischen Familien der Stadt. 2009 begann auch die Verlegung von Stolpersteinen in Wesel. Im linksrheinischen Ortsteil Büderich, der zur Zeit des Nationalsozialismus noch nicht zur Stadt gehörte, gibt es ebenfalls eine Gedenktafel für dort verfolgte Juden.
Resultierend aus einer Reihe von Gedenkveranstaltungen, die 1988 anlässlich des 50. Jahrestags der Pogromnacht durchgeführt wurden, entstanden vermehrt Kontakte zwischen Weselern und jüdischen ehemaligen Bürgern sowie deren Nachkommen, die inzwischen andernorts lebten. Dies führte im Januar 1994 zur Gründung des Vereins „Jüdisch-Christlicher Freundeskreis Wesel e. V.“ Seither wurden regelmäßig Veranstaltungen organisiert, auch in Zusammenarbeit mit lokalen Schulen. 2016 beschloss der Weseler Stadtrat, dem 1926 in Wesel geborenen und 1939 nach England geflüchteten Juden Ernest Kolman die Ehrenbürgerwürde zu verleihen. Er hatte Wesel zuvor oft besucht und sich intensiv für das Gedenken und gegen Diskriminierung engagiert.